# Baicalancylus njurgonicus
Baicalancylus njurgonicus е вид коремоного от семейство Acroloxidae.

## Разпространение
Видът е разпространен в Русия (Бурятия).